# Alfredo Pérez Rubalcaba
Alfredo Pérez Rubalcaba (Medio Cudeyo, 28 luglio 1951 – Majadahonda, 10 maggio 2019) è stato un chimico e politico spagnolo, segretario generale del Partito Socialista Operaio Spagnolo (PSOE) dal 2012 al 2014.

## Biografia
Alfredo Pérez Rubalcaba è figlio di un pilota che combatté a fianco dei nazionalisti durante la guerra civile spagnola (e poi pilota in Iberia), mentre suo nonno era un repubblicano: Studiò al Colegio del Pilar e successivamente all'Università Complutense di Madrid, presso quest'ultima istituzione conseguì il dottorato in chimica e divenne professore. Aderì al PSOE nel 1974 per ragioni antifranchiste. Lui stesso disse che se Franco non ci fosse stato, probabilmente non avrebbe mai fatto il suo ingresso in politica.

## Carriera politica

### Governi González e opposizione
Quando il PSOE salì al potere nel 1982, Rubalcaba assunse diversi incarichi legati all'istruzione e all'università. Nel 1988 divenne addirittura segretario di Stato per l'istruzione e nel 1992-1993 ministro dell'istruzione e della scienza nel governo di Felipe González. Dopo le elezioni del 1993, fu nominato ministro della Presidenza e in tale veste si occupò del GAL, uno dei maggiori scandali della politica spagnola dell'epoca.
A partire dal 1993 è deputato al Congresso, in assenza di incarichi ministeriali. Successivamente ha rappresentato la camera bassa nelle circoscrizioni elettorali di Toledo (1993-1996), Madrid (1996-2004), Cantabria (2004-2008) e Cadice. Quando il PSOE perse le elezioni nel 1996, prese posto nel consiglio del partito e divenne responsabile delle comunicazioni. In quella posizione, ha collaborato con il governo di José María Aznar sul cessate il fuoco dell'ETA nel 1999. Nel 2000, a nome del PSOE, ha negoziato e firmato l'Acuerdo por las Libertades y contra el Terrorismo ("Accordo per la libertà e contro il terrorismo ") con il governo.

### Leader delle elezioni parlamentari del 2011 e segretario generale del PSOE
Dopo un lungo periodo di speculazioni sulla successione di Zapatero, in cui veniva spesso menzionato il nome Rubalcaba, il 27 maggio 2011 il Comitato federale del PSOE lo ha ufficialmente proposto come successore di Zapatero e candidato alla direzione del partito per le elezioni parlamentari di novembre, che si terranno quell'anno. Il 9 luglio 2011 è stato confermato leader del partito dal congresso del PSOE. Il giorno prima si era dimesso dalle sue posizioni di ministro, portavoce e vicepresidente del Governo per concentrarsi completamente sulla guida del partito.
Dopo la clamorosa sconfitta del PSOE nelle elezioni, come previsto, Rubalcaba non fu incolpato della sconfitta e il 4 febbraio 2012 venne addirittura eletto segretario generale del partito, prevalendo su Carme Chacón, l'altro candidato. Tuttavia, quando il partito perse nuovamente le elezioni europee del 2014, si dimise dalla carica di segretario generale. Dopo le elezioni primarie nel luglio 2014, il 26 luglio gli successe Pedro Sánchez.

## Morte
L'8 maggio 2019 viene ricoverato all'ospedale di Majadahonda in gravi condizioni dopo un ictus. Muore due giorni dopo.
Gli sono stati riservati i funerali di Stato ed è stato omaggiato al Congresso dei Deputati.